# Agave albescens
Agave albescens är en sparrisväxtart som beskrevs av William Trelease. Agave albescens ingår i släktet Agave och familjen sparrisväxter. Inga underarter finns listade i Catalogue of Life.